# Leila de Lima
Leila Norma Eulalia Josefa Magistrado de Lima (Iriga, 27 de agosto de 1959) é uma advogada, ativista dos direitos humanos, política e professora de direito filipina.ref>«Senator Leila de Lima arrested»</ref> Em 2017, apareceu na lista de 100 pessoas mais influentes do ano pela Time.